# Robert Abbot (político)
Robert Abbot (fl. 1420-1421) foi um político inglês que serviu como membro do Parlamento por Melcombe Regis em 1420 e maio de 1421 e oficial de justiça de Melcombe Regis de setembro de 1415 a 1416, de 1417 a 1419 e de 1421 a 1422. Ele era filho de John Abbot, outro MP, e dois dos seus irmãos, John e William, também eram MPs.